# Луис Регејро
Луис Регејро Пагола (Ирун, 1. јул 1908 – Мексико сити, 6. децембар 1995), понекад надимком Корсо, био је фудбалер и олимпијац из Баскије на северу Шпаније који је играо као нападач.

## Фудбалска каријера
Регејро је започео своју каријеру 1924. године играјући за Реал Унион у Баскији.
Затим је прешао у Реал Мадрид где је играо од 1931. до 1936. године, постигавши 53 гола у 92 утакмице; од 1932. године, његов саиграч био је и његов млађи брат Педро.
Након почетка Шпанског грађанског рата 1936. године, Ла Лига је суспендована. Уместо Шпаније, Регејро је изабран за капитена репрезентације Баскије на њеној турнеји по Европи. Касније, у сезони 1938–39, он и већина екипе Баскије играли су под именом Еускади у Мексику, пре него што су прешли у друге локалне клубове – у Регејровом случају то је био Астуријас, а каријеру је завршио као играч-тренер у клубу Америка.

## Репрезентативна каријера
Регејро је одиграо 25 утакмица за репрезентацију Шпаније, укључујући наступе на Светском првенству 1934. у Италији и Олимпијским играма 1928. године.
Касније је одиграо 40 утакмица и био капитен репрезентације Баскије током њене турнеје по Европи и Америци.

## Приватни живот
Оженио се Изабел Уркиолом у Којоакану 11. априла 1943. године. Имали су шесторо деце: Луиса (такође фудбалера), Хосеа Мануела, Хуана Марију, Маите, Марију Исабел и Лурдес. Након завршетка фудбалске каријере, бавио се трговином дрвне грађе, коју је водио до смрти.

## Статистика каријере

### Голови за репрезентацију
'Резултати иду са бројем голова Шпаније првим
| #   | Датум              | Место одржавања меча            | Противник   | Гол за | Коначни резултат | Такмичење                                          |
| --- | ------------------ | ------------------------------- | ----------- | ------ | ---------------- | -------------------------------------------------- |
| 1.  | 30. мај 1928.      | Олимпијски Стадион у Амстердаму | Мексико     | 1 : 0  | 7 : 1            | Летње олимпијске игре 1928.                        |
| 2.  | 30. мај 1928.      | Олимпијски Стадион у Амстердаму | Мексико     | 3 : 0  | 7 : 1            | Летње олимпијске игре 1928.                        |
| 3.  | 22. јун 1930.      | Болоња                          | Италија     | 1 : 0  | 3 : 2            | Пријатељска утакмица                               |
| 4.  | 22. јун 1930.      | Болоња                          | Италија     | 3 : 1  | 3 : 2            | Пријатељска утакмица                               |
| 5.  | 13. децембар 1931. | Даблин                          | Ирска       | 3 : 0  | 5 : 0            | Пријатељска утакмица                               |
| 6.  | 13. децембар 1931. | Даблин                          | Ирска       | 5 : 0  | 5 : 0            | Пријатељска утакмица                               |
| 7.  | 24. април 1932.    | Овиједо                         | Југославија | 1 : 0  | 2 : 1            | Пријатељска утакмица                               |
| 8.  | 21. јун 1933.      | Мадрид                          | Бугарска    | 8 : 0  | 13 : 0           | Пријатељска утакмица                               |
| 9.  | 21. јун 1933.      | Мадрид                          | Бугарска    | 12 : 0 | 13 : 0           | Пријатељска утакмица                               |
| 10. | 11. март 1934.     | Мадрид                          | Португалија | 4 : 0  | 9 : 0            | Квалификације за Светско првенство у фудбалу 1934. |
| 11. | 11. март 1934.     | Мадрид                          | Португалија | 6 : 0  | 9 : 0            | Квалификације за Светско првенство у фудбалу 1934. |
| 12. | 21. јун 1934.      | Фиренца                         | Италија     | 1 : 0  | 1 : 1            | Светско првенство у фудбалу 1934.                  |
| 13. | 24. јануар 1935.   | Мадрид                          | Бугарска    | 1 : 0  | 2 : 0            | Пријатељска утакмица                               |
| 14. | 19. јануар 1936.   | Мадрид                          | Аустрија    | 2 : 4  | 4 : 5            | Пријатељска утакмица                               |
| 15. | 19. јануар 1936.   | Мадрид                          | Аустрија    | 4 : 4  | 4 : 5            | Пријатељска утакмица                               |
| 16. | 23. фебруар 1936.  | Барселона                       | Немачка     | 1 : 2  | 1 : 2            | Пријатељска утакмица                               |